# اجیتگارا
اجیتگارا (به انگلیسی: Ajitgarh) یک منطقهٔ مسکونی در هند است که در پنجاب (هند) واقع شده‌است.

## خصوصیات
اجیتگارا ۱۷۶٬۱۵۲ نفر جمعیت دارد و ۳۱۶ متر بالاتر از سطح دریا واقع شده‌است.